# .44 Magnum

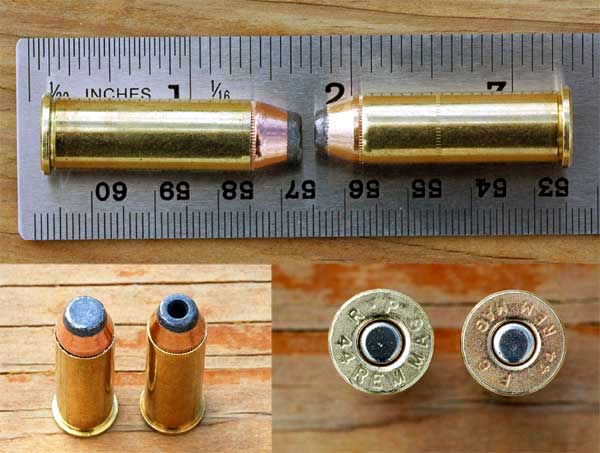
Cartutxos 44 Magnum.

El calibre per revòlver 44 Magnum (10,95 × 32 R) va ser dissenyat per Remington per al revòlver Model 29 de Smith & Wesson el 1955.
El 44 Remington Magnum, o simplement 44 Magnum, és un cartutx de gran calibre dissenyat originalment per revòlvers. Després de la seva introducció va ser ràpidament adoptat per al seu ús en carrabines i fusells. Malgrat la designació «44», totes les armes dissenyades per al cartutx .44 Magnum, i el seu antecessor, el 44 Special, utilitzen projectils de 0,429 polzades de diàmetre aproximadament (10,9 mm).
El 44 Magnum es basa en un casquet allargat de 44 Special, amb una superior càrrega de pólvora per a més energia. Poc després de la seva introducció, el .44 Magnum va ser eclipsat al poder el cartutx 454 Casull, i altres. No obstant això, encara és el més popular cartutx Magnum de gran calibre. Quan es carrega al màxim i amb un projectil de gran pes i màxima penetració, el cartutx .44 Magnum és adequat per a la caça de totes les espècies d'Amèrica del Nord, a costa d'un gran retrocés i fogonada. No obstant això, els cartutxos amb càrregues de baixa velocitat i bales lleugeres tenen menys retrocés i són més precisos per disparar.

## Orígens
El cartutx .44 Magnum és el resultat final de molts anys d'afinació en la recàrrega manual del cartutx 44 Special. El 44 Special, i altres cartutxos per a pistola de gran calibre, es van començar a recarregar amb bales de gran pes, aconseguint velocitats més altes del normal per a un millor rendiment en la cacera. Un d'aquests recarregadors va ser Elmer Keith, un escriptor i campista del segle xx.
Elmer Keith es va enfocar en el cartutx 44 Special com a base per a la seva experimentació, en lloc del cartutx més gran 45 Colt. En aquest moment la selecció dels projectils calibre 44 per recarregadors era més variada, i el casquet de 44 Special amb un menor diàmetre que el casquet 45 Colt, significava per als revòlvers calibre 44 que els casquets posseïen parets més gruixudes, i per tant, més forts que els de calibre 45. Això li va permetre ser utilitzat a majors pressions sense risc d'un esclat del casquet.
Keith va encoratjar a Smith & Wesson i Remington a produir una versió comercial d'aquesta nova càrrega d'alta pressió, i revòlvers dissenyats per al seu ús. Mentre que Smith & Wesson va produir el primer prototip de revòlver dissenyat en 44 Magnum, el famós model 29, Sturm-Ruger efectivament va colpejar a S & W en comercialitzar amb mesos d'anticipació, el 1956, una versió del revòlver d'acció simple Blackhawk en calibre. 44 Magnum. L'exacta raó d'això mai va quedar clara. Una versió diu que un empleat de Ruger trobar un cartutx marcat 44 Remington Magnum i hi va portar a Bill Ruger, mentre que una altra diu que un empleat de Remington va proporcionar a Ruger mostres inicials de la munició.
El cartutx .44 Magnum és lleugerament més llarg que el 44 Special, això no és degut a la necessitat de més espai per al propel·lent, sinó per evitar que aquest cartutx amb pressió molt més alta sigui utilitzat en armes dissenyades per al més feble. 44 Special.

## Desenvolupament
Es tracta, bàsicament, d'un 44 Special que en lloc d'assolir una velocitat de sortida de 250 metres per segon, arriba als 490 metres per segon. Va ser dissenyat per a la caça major amb pistola d'animals de l'envergadura del ren o l'os.
El 44 Magnum no és un calibre adequat per a la defensa personal per a la majoria de persones, perquè la seva gran potència provoca un gran retrocés, el que fa que sigui difícil de manejar per a gairebé qualsevol. A més, hi ha calibres més modestos però que compleixen bé amb la tasca d'enderrocar un blanc humà, sense haver de ser inmanejables.
Amb el pas del temps, a més de revòlvers també l'han usat algunes carrabines i pistoles semiautomàtiques.

## Cultura popular
És conegut per ser la munició usada per Harry Callahan en la sèrie de pel·lícules de Harry el brut protagonitzades per Clint Eastwood. La Smith & Wesson va arribar a tenir una llista d'espera de 25.000 revòlvers M29 després de l'estrena de la pel·lícula.